# Parkeisenbahn Peißnitzexpress Halle (Saale)
| Zug im Bahnhof Peißnitzbrücke, 2015. |                     |                         |                         |
| Streckenlänge: | 2,0 km              |                         |                         |
| Spurweite: | 600 mm (Schmalspur) |                         |                         |
| |                     |                         |                         |
| \| \| \| \| \| \| \| 0,9 \| Bahnhof Schwanenbrücke \| Bahnhof Schwanenbrücke \| \| \| 0,0 2,0 \| Bahnhof Peißnitzbrücke \| Bahnhof Peißnitzbrücke \| \| \| \| Peißnitzbrücke \| \| \| \| 1,3 \| Haltepunkt Bürgerbrücke \| Haltepunkt Bürgerbrücke \| \| \| \| Blockstelle Birkenallee \| \| \| \| 1,5 \| Haltepunkt Birkenallee \| Haltepunkt Birkenallee \| \| \| \| \| \| |                     |                         |                         |
| Strecke von links · Strecke quer · Strecke von rechts |                     |                         |                         |
| Bahnhof · Strecke | 0,9                 | Bahnhof Schwanenbrücke  | Bahnhof Schwanenbrücke  |
| Bahnübergang · Bahnhof | 0,0 2,0             | Bahnhof Peißnitzbrücke  | Bahnhof Peißnitzbrücke  |
| Strecke · Strecke mit Straßenbrücke |                     | Peißnitzbrücke          | Peißnitzbrücke          |
| Haltepunkt / Haltestelle · Bahnübergang | 1,3                 | Haltepunkt Bürgerbrücke | Haltepunkt Bürgerbrücke |
| Bahnübergang · Blockstelle |                     | Blockstelle Birkenallee | Blockstelle Birkenallee |
| Strecke · Haltepunkt / Haltestelle | 1,5                 | Haltepunkt Birkenallee  | Haltepunkt Birkenallee  |
| Strecke nach links · Strecke quer · Strecke nach rechts |                     |                         |                         |

Die Parkeisenbahn Peißnitzexpress ist eine Parkeisenbahn mit 600 mm Spurweite. Sie verkehrt auf einem zwei Kilometer langen Rundkurs auf der Peißnitzinsel zwischen der schiffbaren Saale und der Wilden Saale in Halle (Saale).

## Betrieb

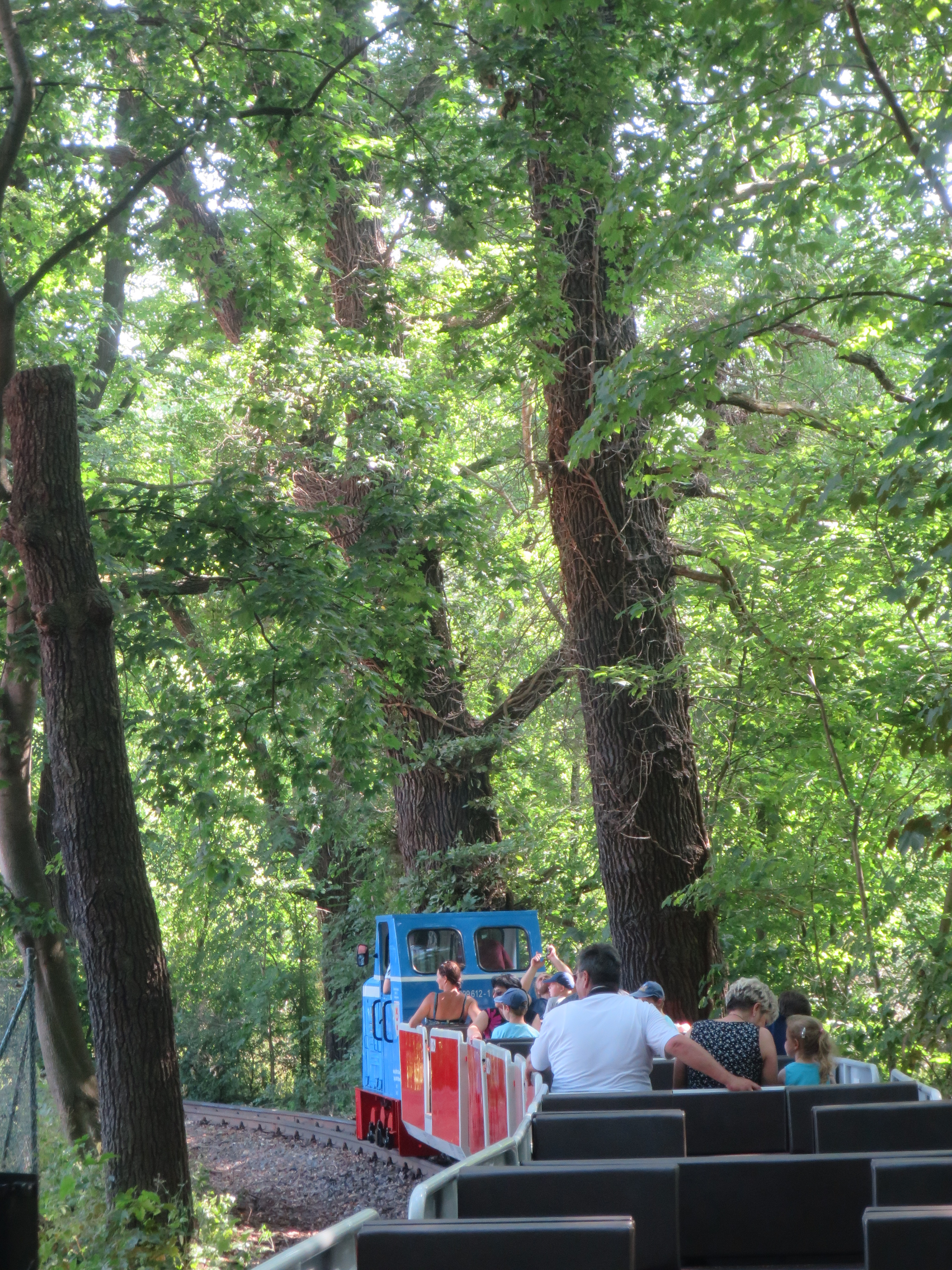
Zug unterwegs auf der Peißnitz

Am 12. Juni 1960 wurde die Bahn als Pioniereisenbahn eröffnet. Errichtet wurde sie durch Betriebe der Stadt Halle und durch Dienststellen der Deutschen Reichsbahn. Seit 1967 ist mit der Beschaffung weiterer Fahrzeuge auch ein Zwei-Zug-Betrieb möglich.
Kinder und Jugendliche im Alter zwischen 10 und 18 Jahren können sich in ihrer Freizeit ehrenamtlich bei Betrieb, Pflege, Unterhalt und Instandsetzung der Eisenbahn engagieren. Sie erhalten dabei eine Ausbildung im Eisenbahnbetriebdienst. Im Eröffnungsjahr nahmen 18 Schüler ihren Dienst auf. Heute sind etwa 30 Schüler als Fahrkartenverkäufer, Schrankenwärter, Schaffner, Zugführer, Aufsichten, Blockwärter und Fahrdienstleiter im Betrieb integriert. Nur die Lokomotivführer werden von Erwachsenen gestellt. Die Vorschriften der Deutschen Bahn gelten sinngemäß. Dazu gehören unter anderem das Signalbuch, die Fahrdienstvorschriften und die allgemeinen Vorschriften für Sicherheitsanlagen auf dem Stand vor der Bahnreform.
Die Parkeisenbahn in Halle bewahrt auch aussterbende Eisenbahntechnik der ehemaligen Deutschen Reichsbahn. Das Empfangsgebäude des Bahnhofes Peißnitzbrücke beherbergt die betriebsleitende Stelle der Parkeisenbahn und verfügt über ein Relaisstellwerk, wie es bei der Deutschen Reichsbahn (DR) eingesetzt war. In etwas vereinfachtem Umfang wurde der Bahnhof Schwanenbrücke bis zum Hochwasser 2013 mit fast der gleichen Technik betrieben. Von diesen Stellwerken werden die Lichtsignale, Rangiersignale und elektrisch gestellten Weichen bedient. Ein Relaisblock sichert die Zugfahrten auch auf der freien Strecke, wenn mehrere Züge unterwegs sind. Außerdem werden die Schranken eines der drei beschrankten Bahnübergänge noch von Hand gekurbelt.
Die Parkeisenbahn fährt in der Regel von April bis Oktober. Darüber hinaus gibt es an ausgewählten Tagen Fahrbetrieb. Einen festen Fahrplan gibt es nicht, in der Regel wird nach Bedarf gefahren. Eine Rundfahrt dauert etwa 12 Minuten. Im Jahr 1969 nutzten etwa 120.000 Gäste die Parkeisenbahn, 2009 waren es etwa 34.000. Im Jahr 2018 überschritten die Fahrgastzahlen erstmals seit 20 Jahren wieder die 70.000.

## Betriebsstellen
Bahnhof Peißnitzbrücke

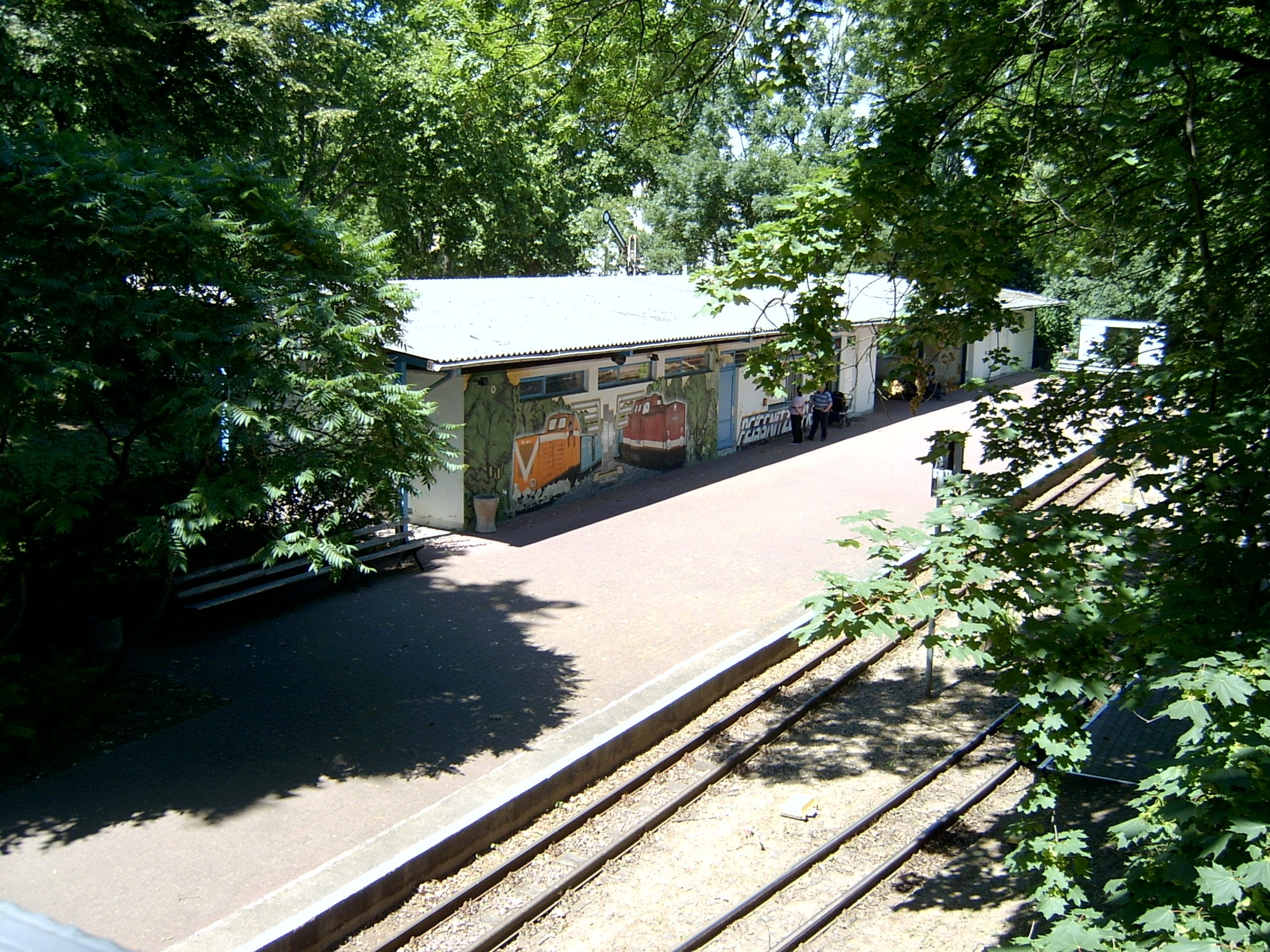
Bahnhof Peißnitzbrücke, 2007

Der Bahnhof befindet sich am Streckenanfang bzw. -ende. Er hieß zunächst Bahnhof Völkerfreundschaft. 1963 wurden ein Stellwerk und Lichtsignale errichtet, 1976 das heutige Empfangsgebäude. Im August 2018 erfolgte die Installation einer Bahnsteigbeleuchtung auf Bahnsteig 2.
Bahnhof Schwanenbrücke
Der Bahnhof befindet sich etwa auf der Hälfte der Strecke bei Kilometer 0,9. 1968 entstand ein zehn Meter langer Lokschuppen, der 1988/1989 nochmals erweitert wurde und mit seinen zwei Gleisen seither allen Fahrzeugen Unterstellraum bietet. Bis zum Hochwasser 2013 war Schwanenbrücke mit dem Lokschuppen betrieblich ein Bahnhof, seitdem Ausweichanschlussstelle mit Haltepunkt. Ebenfalls wurde die Stellwerkstechnik bei diesem Hochwasser zerstört, vom Stellwerk aus wird jedoch weiterhin eine elektromechanische Vollschranke bedient. Eines der ehemaligen Einfahrsignale des Bahnhofes wurde einige Zeit nach dem Hochwasser zum Blocksignal umfunktioniert, um weiterhin einen Zwei-Zug-Betrieb zu ermöglichen.
Haltepunkt Bürgerbrücke
Der Haltepunkt Bürgerbrücke befindet sich bei Streckenkilometer 1,3. Frühere Namen waren Haltepunkt Eissporthalle und Haltepunkt Saaleaue. Am Haltepunkt befindet sich auch ein Schrankenposten, der eine mechanische Vollschranke mittels Handkurbel bedient. 1978 wurde das hölzerne Postenhäuschen, wie auch in Schwanenbrücke und Birkenallee, durch ein neues aus Blech ersetzt.
Haltepunkt und Blockstelle Birkenallee
Birkenallee, bei Streckenkilometer 1,5 gelegen, ist zugleich Haltepunkt und Blockstelle, außerdem wird von hier eine elektromechanische Vollschranke bedient. Die Stellwerkstechnik wurde beim Hochwasser 2013 nicht beschädigt und konnte weiterhin für die Schaltung des nach Schwanenbrücke versetzten Blocksignals verwendet werden.

## Fahrzeuge
Die Bahn verfügt über insgesamt drei Diesellokomotiven des Typs Ns2f, eine Elektrospeicherlok sowie sieben offene und drei überdachte Personenwagen.

## Betreiber
Nach ihrer Eröffnung war die Eisenbahn Bestandteil der Jugendorganisation der DDR. Heute ist die Stadt Halle (Saale) der Eigentümer. Um den Erhalt der Bahn und die Fortbildung der Ehrenamtlichen bemühen sich die Parkeisenbahnfreunde Halle/Saale e. V. Ab 1. April 2008 wurde die Bahn für einen Zeitraum von zwei Jahren von der Halleschen Verkehrs-AG (HAVAG) betrieben, deren Ziel es war, die Bahn für die Öffentlichkeit attraktiver zu machen und die wirtschaftliche Lage zu konsolidieren. Zum damaligen Zeitpunkt verursachte der Betrieb der Bahn Kosten in Höhe von 170.000 € jährlich, denen lediglich Einnahmen in Höhe von 45.000 € pro Jahr gegenüberstanden.

## Zukunft
Der Betreibervertrag zwischen der Stadt und der HAVAG lief Ende 2010 aus und einem Bericht der Mitteldeutschen Zeitung zufolge hatte die wirtschaftliche Lage der Bahn sich nicht verbessert. Im Januar 2011 verursachte ein Hochwasser der Saale erhebliche Schäden an den Anlagen der Bahn sowie erneut im Juni 2013, als die Anlage komplett unter Wasser stand. Die Zukunft der Bahn wurde deshalb in Frage gestellt. 2016 wurden aber für die Zeit ab 2017 zur Ertüchtigung der Eisenbahninfrastruktur 2,5 Mio. Euro aus dem Fluthilfefond von Bund und Land Sachsen-Anhalt zur Verfügung gestellt. Damit sollen die Signal- und Sicherungstechnik, die Haltepunkte, der Lokschuppen von Schwanenbrücke und das Empfangsgebäude von Peißnitzbrücke saniert werden. Letztere beide werden ein Obergeschoss erhalten, in dem auch die Stellwerkstechnik hochwassersicher untergebracht werden kann. Die Bahnsteige der Haltepunkte sollen ebenfalls erneuert werden und eine Beleuchtung erhalten. Nachdem die Arbeiten ursprünglich bereits 2018 abgeschlossen werden sollten, werden sie nun Anfang 2021 beginnen.